# 普朗克卫星

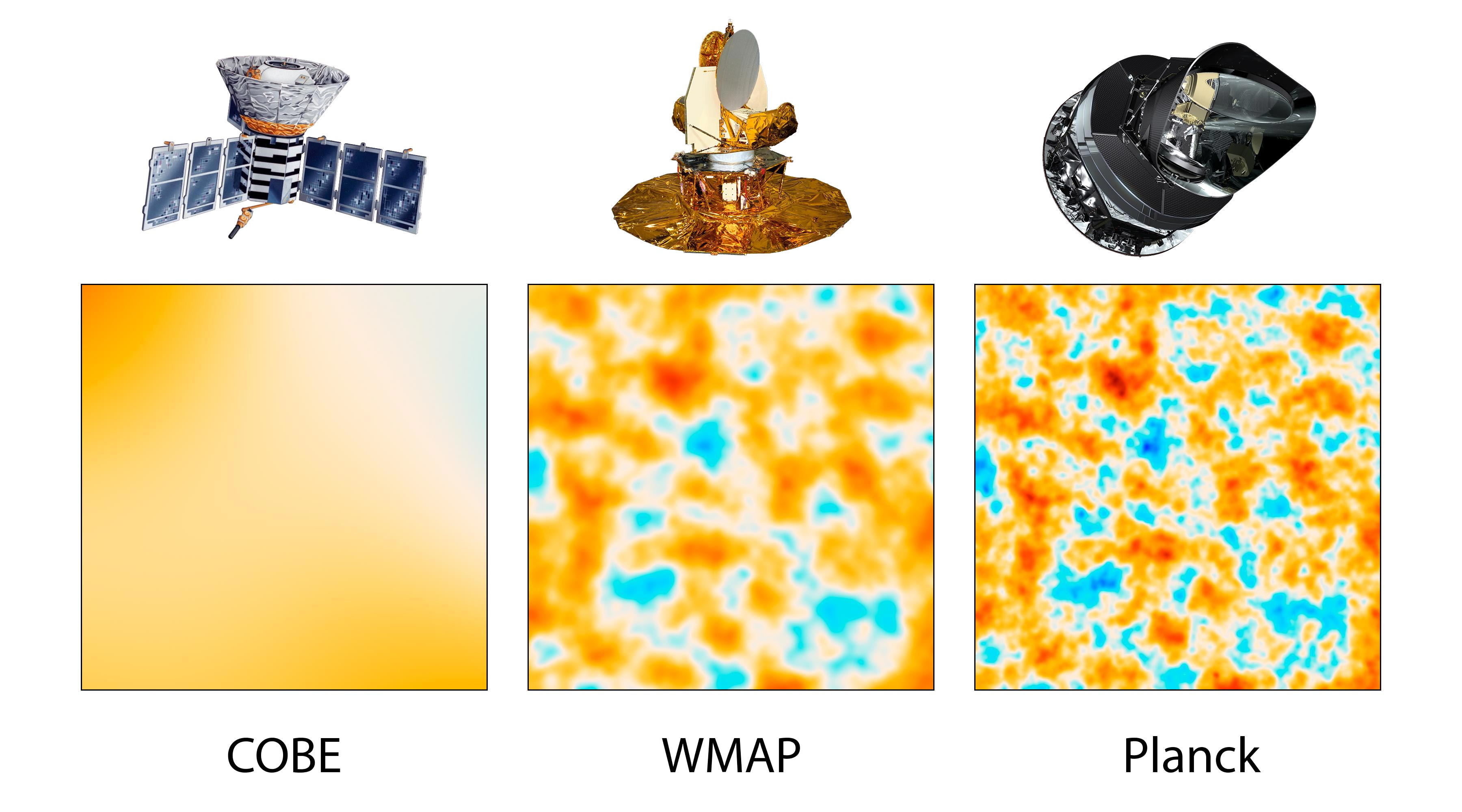
宇宙微波背景輻射的结果比较，从COBE, WMAP和普朗克卫星。

普朗克巡天者是歐洲太空總署在視野2000年的第三個中型的科學計畫。她的設計目標為以史無前例的高靈敏的角解析力獲取宇宙微波背景輻射在整個天空的各向異性圖。普朗克巡天者將提供幾個宇宙學和天體物理學的主要訊息，例如，測試早期宇宙的理論和宇宙結構的起源。在計畫獲准之前的企畫案名稱為宇宙背景輻射各向異性衛星和背景各向異性測量（Cosmic Background Radiation Anisotropy Satellite and Satellite for Measurement of Background  Anisotropies.，縮寫為COBRAS/SAMBA）
在任務被核准後，更改為現在的名稱以尊崇在1918年獲得諾貝爾物理獎的德國科學家馬克斯·普朗克（1858-1947）。
普朗克巡天者已於2009年5月14日由亞利安五號火箭和赫歇爾太空天文臺一起發射升空。這是和美國國家航空暨太空總署合作的計畫，將補全WMAP探測器測量大尺度漣漪的不足之處。

## 外部連結
- 普朗克巡天者(formerly COBRAS/SAMBA） （页面存档备份，存于）（在網際網路上）